# 休·达夫森
休·达夫森，达夫森男爵（英語：Hugh Davson, Baron Davson，1909年11月25日—1996年7月2日）是一位英国细胞生理学家，毕业于伦敦大学学院，是研究细胞膜的先驱，与詹姆斯·丹尼尔利共同提出了细胞膜的达夫森-丹尼尔利模型，也称为“三明治模型”，该模型之后被更好的流动镶嵌模型所替代。